# Sebastiania ampla
Sebastiania ampla är en törelväxtart som först beskrevs av Ivan Murray Johnston, och fick sitt nu gällande namn av Eugene Jablonszky. Sebastiania ampla ingår i släktet Sebastiania och familjen törelväxter. Inga underarter finns listade i Catalogue of Life.